# Shahrestān di Pakdasht
Lo shahrestān di Pakdasht (in persiano شهرستان پاکدشت ‎) è uno dei 16 shahrestān della provincia di Teheran, il capoluogo è Pakdasht ed è suddiviso in 2 circoscrizioni ( bakhsh ): 
- Centrale (بخش مرکزی})
- Sharifabad (بخش شریف‌آباد), con la città di Sharifabad.